# Гюттен (Рейнланд-Пфальц)
Гюттен (нім. Hütten) — громада в Німеччині, розташована в землі Рейнланд-Пфальц. Входить до складу району Бітбург-Прюм. Складова частина об'єднання громад Зюдайфель.
Площа — 3,09 км2. Населення становить 49 ос. (станом на 31 грудня 2020).